# 山内美咲
山内 美咲（やまうち みさき、1995年3月10日 - ）は、日本の女子バレーボール選手である。

## 来歴
沖縄県糸満市出身。小学生では陸上競技、中学に入学後にバレーボールを始め、美ら島沖縄総体2010の強化メンバーに選出される。沖縄県立西原高等学校在学中の2012年10月には、アジアジュニア選手権のメンバーに選出され、銅メダル獲得に貢献した西原高校バレー部の監督は「身体能力は九州一」と賛辞を捧げた。翌年もジュニア代表として6月ブルノで開催された第17回世界ジュニア選手権に出場。28年ぶりとなるチーム準優勝に貢献した。
東海大学進学後の2014年には、ユニバーシアード代表候補に選出され、同代表で臨んだ第9回東アジア地区選手権大会において優勝を果たした。翌2015年5月のアジアU-23選手権に出場し4位、7月のユニバーシアード光州大会では銅メダルを獲得した。2017年5月にタイで開催されたアジアU-23選手権に出場し、主将としてチームを優勝へと導き、自らもMVPに耀いた。
一方国内大会においては、2015年の全日本インカレで優勝に貢献しベストスコアラー賞、大学4年次には主将として関東大学バレーボールリーグ1部春季リーグで準優勝し敢闘賞、2016年6月の東日本インカレでベストスコアラー賞、サーブ賞を獲得した。
2016年12月、V・プレミアリーグのNECレッドロケッツへの入団内定が発表された。2017年1月29日にVレギュラーラウンド最終戦、久光製薬戦の第2セットにリリーフサーバーとして出場し、プレミアデビューを果たした。
2017年もユニバーシアード代表候補となり、7月にベトナムで開催されたVTVカップに出場。優勝に大きく貢献しベストオポジットに選出された。二大会連続出場となるユニバーシアード（2017/台北）では主力として活躍し、11大会ぶりの銀メダル獲得に貢献した。
2019年、2019-20シーズンより、NECのキャプテンに就任した。3シーズンキャプテンを務め、2022-23シーズンより、NECのキャプテンを古谷ちなみに引き継いだ。
2023年、タイリーグのダイヤモンドフードに期限付き移籍となった。タイのコンビバレーに憧れがあり、キャリアアップのための決断だと話している。背番号は14で、契約期間は同年10月15日から2024年3月31日まで。チームは女子タイリーグ準優勝となり、ベストオポジット賞を獲得した。
2025年3月、同期の塚田しおりとともに2024-25シーズン限りでの現役引退が発表された。6月11日に引退選手として公示。8月にクラブチームの千葉ベルズ入団が発表された。

## エピソード
バスケットボール選手の川上麻莉亜とは高校時代の同期で親友。

## 球歴
- 全日本ジュニア代表 - 2012年
  - アジアジュニア選手権 - 2012年（銅メダル）
  - 世界ジュニア選手権 - 2013年（銀メダル）
- ユニバーシアード代表 - 2014-2015年
  - 東アジア地区バレーボール選手権 - 2014年（金メダル）
  - ユニバーシアード - 2015年（銅メダル）、2017年（銀メダル）
  - VTVカップ  - 2017年（金メダル）
- 全日本U-23代表
  - アジアU-23選手権 - 2015年（4位）、2017年（金メダル）

## 所属チーム
- 糸満市立兼城中学校
- 沖縄県立西原高等学校（2010-2013年）
- 東海大学（2013-2017年）
- NECレッドロケッツ/NECレッドロケッツ川崎（2017-2025年）
  -  ダイヤモンドフード（2023-2024年）
- 千葉ベルズ（2025年-）

## 受賞歴
- 2014年 - 全日本インカレ スパイク賞
- 2015年 - 全日本インカレ ベストスコアラー賞
- 2016年 - 関東大学春季リーグ 敢闘賞
- 2016年 - 東日本インカレ ベストスコアラー賞、サーブ賞
- 2017年 - アジアU-23選手権 MVP
- 2017年 - VTVカップ ベストオポジット
- 2023年 - 女子タイリーグ（英語版） ベストオポジット

## 個人成績
V.LEAGUEの個人成績は下記の通り。
| 大会            | チーム          | 出場     | 出場        | アタック | アタック | アタック | アタック | バックアタック | バックアタック | バックアタック | バックアタック | アタック 決定本数 | ブロック | ブロック       | サーブ | サーブ         | サーブ   | サーブ | サーブ | サーブ   | サーブレシーブ | サーブレシーブ | サーブレシーブ | サーブレシーブ | 総得点      | 総得点      | 総得点   | 総得点      |
| --------------- | --------------- | -------- | ----------- | -------- | -------- | -------- | -------- | -------------- | -------------- | -------------- | -------------- | ----------------- | -------- | -------------- | ------ | -------------- | -------- | ------ | ------ | -------- | -------------- | -------------- | -------------- | -------------- | ----------- | ----------- | -------- | ----------- |
| 大会            | チーム          | 試 合 数 | セ ッ ト 数 | 打 数    | 得 点    | 失 点    | 決 定 率 | 打 数          | 得 点          | 失 点          | 決 定 率       | セ ッ ト 平 均    | 得 点    | セ ッ ト 平 均 | 打 数  | ノ 丨 タ ッ チ | エ 丨 ス | 失 点  | 効 果  | 効 果 率 | 受 数          | 成 功 ・ 優    | 成 功 ・ 良    | 成 功 率       | ア タ ッ ク | ブ ロ ッ ク | サ 丨 ブ | 得 点 合 計 |
| V1 2016-17      | NEC             | 8        | 18          | 1        | 0        | 0        | 0        | 1              | 0              | 0              | 0              | -                 | 0        | -              | 26     | 0              | 1        | 7      | 11     | 13.7     | 0              | 0              | 0              | -              | 0           | 0           | 1        | 1           |
| V1 2017-18      | NEC             | 22       | 78          | 532      | 186      | 29       | 35       | 79             | 21             | 5              | 26.6           | 2.38              | 16       | 0.21           | 269    | 7              | 11       | 25     | 87     | 12.5     | 570            | 207            | 129            | 47.6           | 186         | 16          | 18       | 220         |
| V1 2018-19      | NEC             | 22       | 63          | 457      | 150      | 14       | 32.8     | 37             | 10             | 2              | 27             | 2.38              | 25       | 0.4            | 191    | 3              | 5        | 14     | 61     | 10.3     | 455            | 182            | 102            | 51.2           | 150         | 25          | 8        | 183         |
| V1 2019-20      | NEC             | 21       | 46          | 313      | 95       | 19       | 30.4     | 31             | 11             | 1              | 35.5           | 2.07              | 7        | 0.15           | 111    | 1              | 1        | 10     | 32     | 6.8      | 245            | 76             | 57             | 42.7           | 95          | 7           | 2        | 104         |
| V1 2020-21      | NEC             | 28       | 79          | 381      | 136      | 23       | 35.7     | 33             | 6              | 2              | 18.2           | 1.72              | 22       | 0.28           | 233    | 5              | 12       | 14     | 78     | 14.2     | 312            | 132            | 85             | 55.9           | 136         | 22          | 17       | 175         |
| V1 2021-22      | NEC             | 33       | 78          | 320      | 109      | 20       | 34.1     | 15             | 3              | 3              | 20             | 1.4               | 13       | 0.17           | 74     | 1              | 6        | 7      | 21     | 14.2     | 177            | 63             | 46             | 48.6           | 109         | 13          | 7        | 129         |
| 通算：6シーズン | 通算：6シーズン | 135      | 362         | 2004     | 676      | 105      | 33.7     | 196            | 51             | 13             | 26             | 1.87              | 83       | 0.23           | 904    | 17             | 36       | 77     | 290    | 11.8     | 1759           | 660            | 419            | 49.4           | 676         | 83          | 53       | 812         |